# Visions of Johanna
Visions of Johanna är en låt skriven och framförd av Bob Dylan. Den släpptes först på albumet Blonde on Blonde från 1966. Dylan sa själv att denna var hans favorit på albumet. Det finns många olika teorier om vad sången handlar om. Somliga menar att "Johanna" ska vara Joan Baez, andra menar att den är influerad av droger. Baez har själv påstått att låten handlar om henne.
2004 listade Rolling Stone The 500 Greatest Songs of All Time, och då hamnade "Visions of Johanna" på 404:e plats.

## Album
- Blonde on Blonde - 1966
- Biograph - 1985
- The Bootleg Series Vol. 4: Bob Dylan Live 1966, The "Royal Albert Hall" Concert - 1998
- The Bootleg Series Vol. 7: No Direction Home: The Soundtrack - 2005